# Lurch
Lurch, conosciuto anche come Frankenstein, Agguato e Bruto, è un personaggio immaginario parte della famiglia Addams, creato da Charles Addams il 6 agosto 1938 per le vignette del periodico The New Yorker.

## Nome
L'origine del nome di Lurch (che in inglese significa "barcollare", "becheggiare", "rollare"), non è stata dichiarata, ma durante la serie viene rivelato che Lurch non sarebbe il nome di battesimo, ma il cognome, apparendo infatti la madre di Lurch (chiamata Mother Lurch, nel doppiaggio originale) che chiama il figlio Sonny (che in inglese è tanto un nome proprio, quanto il diminutivo di "figlio", traducibile come "figliolo" o "ragazzino").
Nel primo doppiaggio italiano della serie del 1964 il suo nome è Frankenstein. Nell'edizione italiana dell'episodio Scooby Doo Incontra la Famiglia Addams della serie animata Speciale Scooby del 1972, Lurch viene chiamato Agguato, mentre nel primo doppiaggio italiano della serie animata del 1973, spin-off di Speciale Scooby, il personaggio è stato ribattezzato Bruto.
Nei paesi di lingua spagnola del Sudamerica il personaggio è conosciuto con il nome di Largo.

## Storia
Lurch è uno dei primissimi personaggi che compongono la famiglia Addams ad apparire sulle vignette disegnate da Charles Addams per il periodico The New Yorker, assieme a Morticia e a The Thing (che più tardi diverrà Mano). Il suo esordio avviene in una vignetta pubblicata il 6 agosto 1938 dove lo si vede irriconiscibilmente con la barba, un grosso naso, i folti capelli spettinati e le grandi mani dietro a Morticia che apre la porta a un venditore porta a porta di aspirapolvere, con sullo sfondo l'atrio della casa e la scala fatiscenti. Questa versione è molto simile alle raffigurazioni di Addams che fa dei cavernicoli in altre vignette.
Più tardi, alla sua seconda vignetta, verso la fine del 1939, Addams lo rende più simile al personaggio che conosciamo e che corrisponde alla descrizione tracciatane per la produzione della serie televisiva degli anni sessanta: il maggiordomo di casa Addams è muto o parla pochissimo, è cieco da un occhio e con pochi capelli su una testa schiacciata.

## Caratteristiche

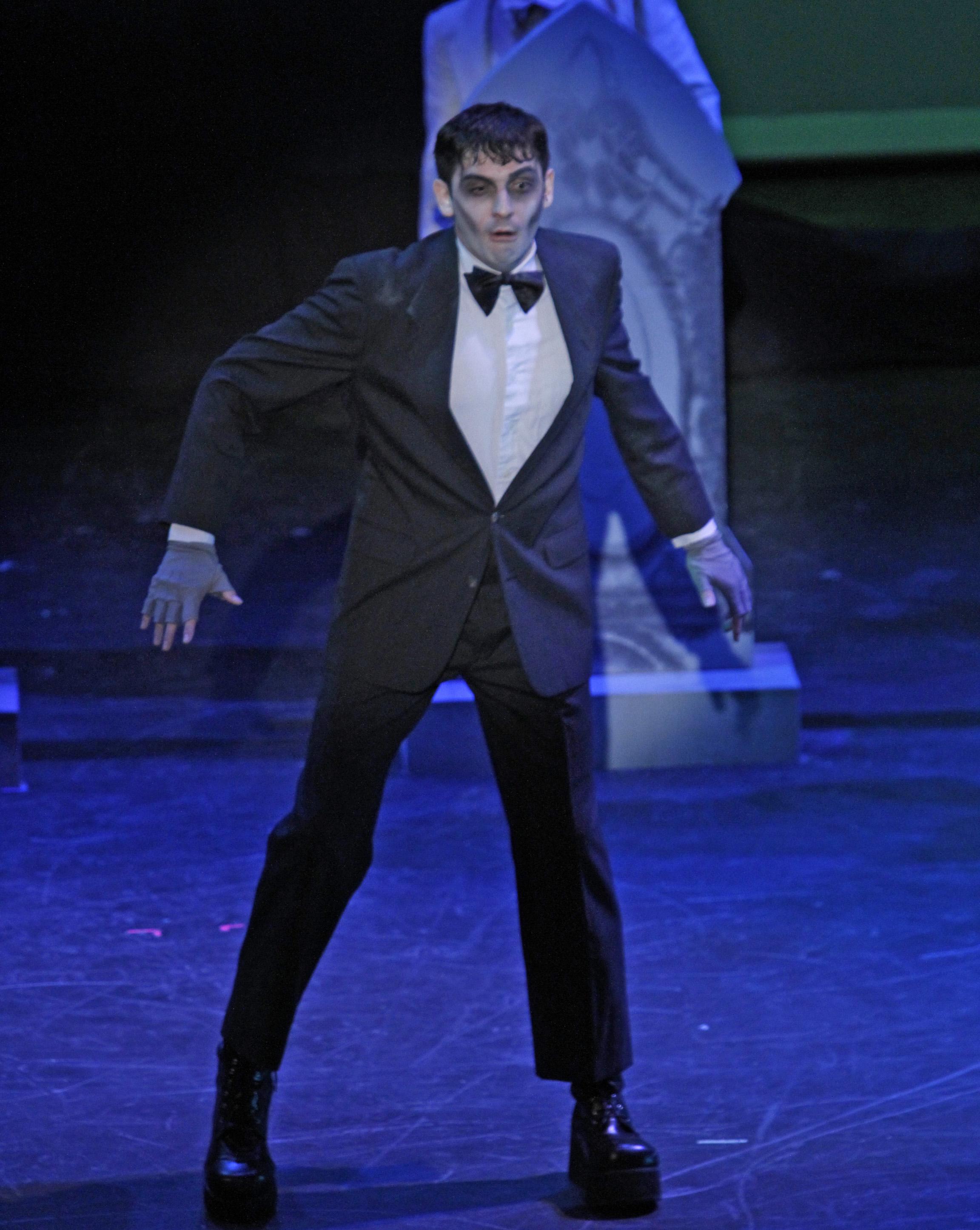
Lurch in un'edizione del musical The Addams Family del 2016

Charles Addams così descrive il personaggio nelle note per la produzione della serie televisiva del 1964-1966:
Lurch ricorda molto da vicino il Mostro di Frankenstein, interpretato da Boris Karloff nel film diretto da James Whale Frankenstein del 1931. L'attore fu infatti invitato dall'editore Bernet Cerf di Random House, a scrivere la prefazione alla prima raccolta di vignette di Addams, Drawn and Quartered del 1942, nella quale l'attore ringraziava Addams per averlo immortalato come "maggiordomo delle streghe". Ma Addams si ispirò all'aspetto del mostro cinematografico della Universal, non certo al personaggio, che ammetteva obtorto collo di essere la fonte di ispirazione di Lurch quando veniva intervistato in proposito. Tale ispirazione viene rimarcata in uno degli episodi della prima serie televisiva, quando Gomez afferma: "Lurch ha il cuore di un Addams! Le altre parti del corpo provengono da altre famiglie, ma sono sicuro che almeno il cuore è di un Addams." Tuttavia in un altro episodio apparirà la madre di Lurch, che desidera per il figlio un futuro migliore che fare il maggiordomo.
Fonte di ispirazione più evidente è invece quella del maggiordomo interpretato sempre da Karloff nel successivo film, sempre diretto da Whale, Il castello maledetto (The Old Dark House, 1932): anch'esso alto e muto, oltre che alcolizzato, di nome Morgan. Un altro personaggio similare, interpretato sempre da Karloff, che sembra ispirato a Lurch, è Jonathan Brewster, l'assassino della commedia teatrale del 1939 Arsenico e vecchi merletti (Arsenic and Old Lace) di Joseph Kesselring, da cui poi è stato tratto il film Arsenico e vecchi merletti (Arsenic and Old Lace, 1944) diretto da Frank Capra, in cui il killer viene interpretato da Raymond Massey. A differenza del mostro di Frankenstein, di Morgan e di Jonathan Brewster, Lurch è un po' ritardato, ma molto gentile, non è quel personaggio che spaventa i vicini e chi suona alla porta degli Addams, che viene rappresentato nella serie televisiva degli anni sessanta.
Nella serie televisiva il carattere di Lurch e il suo modo di fare sono molto seri, con un tono lento e stanco. Certe volte per allietare la famiglia suona il clavicembalo con una grande maestria. Lurch entra tipicamente in scena dopo che i padroni di casa lo convocano tirando un cappio azionante un "campanello" (che in verità ha un suono di un grosso gong), che con il suono sconquassa la magione. A volte Lurch appare prima del suono del terribile campanello. Lurch è inoltre un grandissimo giocatore di nascondino: come si vede nella serie animata, Gomez e Fester tentano da anni di vincere in questo gioco con Lurch, nascondendosi in posti assurdi (rovine azteche, Luna, interno di un vulcano attivo...), ma il maggiordomo riesce sempre a scovarli in un baleno.

Lurch e Mano nel film in animazione CGI del 2019

Il personaggio delle vignette è completamente muto, cosa che invece viene capovolta nella serie televisiva degli anni sessanta, dove Ted Cassidy pronuncia alcune battute, quali il caratteristico «Chiamato?» («You rang?», nell'originale inglese). Fu proprio l'attore Ted Cassidy a pronunciare spontaneamente quel «You rang?», non presente nella sceneggiatura, e piacque così tanto che si decise di concedergli la parola anche negli episodi successivi. Parlano anche il Lurch dello Speciale Scooby e della serie animata del 1973, sempre doppiati da Cassidy. Il Lurch impersonato da Carel Struycken nel film del 1991 La famiglia Addams e nei successivi La famiglia Addams 2 e La famiglia Addams si riunisce, si rifà invece direttamente al personaggio delle vignette di Charles Addams ed è perciò completamente muto a parte alcuni quasi impercettibili grugniti.
Nel film in animazione in CGI del 2019, Lurch è un ex-paziente del manicomio che diverrà la casa degli Addams, che viene investito dall'auto di Gomez e Morticia guidata da Mano, rimanendo completamente illeso. Viene subito assunto da Morticia come maggiordomo quando lei e il marito scoprono il tetro maniero destinato a diventare la loro dimora. Lurch è un maldestro maggiordomo, che svolge tutte le mansioni richieste per la cura della casa, compresa quella di cospargerla regolarmente di polvere. Ha un'innata abilità musicale, che sfrutta suonando frequentemente l'organo a canne e il clavicembalo di casa Addams. Parla pochissimo e molto lentamente con una voce profondamente cavernosa, pronunciando poche frasi, quale ad esempio "Chia-ma-tooo?" (in inglese You rang?) a chi suona alla porta di casa Addams, rivelando tuttavia delle inaspettate doti canore riuscendo a cantare perfettamente in falsetto.

## Interpreti
Il primo attore a impersonare Lurch è Ted Cassidy, che lo interpreta nella serie televisiva del 1964-1966. Cassidy doppia poi il personaggio nell'episodio del 1972 Scooby-Doo incontra la famiglia Addams, della serie animata Speciale Scooby, e nello spin-off che scaturirà da esso, La famiglia Addams del 1973. Nel 1966 Ted Cassidy appare inoltre nei panni di Lurch nel "cameo alla finestra" (in inglese Window Cameo) nell'episodio della seconda stagione della serie Batman, interpretata da Adam West e Burt Ward, La tana del Pinguino (The Penguin's Nest). 
Cassidy viene doppiato da Renzo Stacchi, nel secondo doppiaggio della serie televisiva degli anni sessanta destinato alle reti Mediaset. Mentre nella serie animata del 1973 viene doppiato per la prima volta da Marcello Prando, nel primo doppiaggio della serie televisiva destinato alle reti Rai, e ancora da Stacchi, nel secondo doppiaggio destinato alle reti Mediaset. Nel 1965 Cassidy pubblica anche il singolo The Lurch, che non ha nulla a che vedere con la colonna sonora della serie televisiva composta da Vic Mizzy, si tratta infatti di una novelty song sul personaggio di Lurch, basata sulla Lurch Dance presente in un episodio della serie e scritta da Gary Paxton, già produttore della celeberrima The Monster Mash, novelty song a tema "horror" cantata da Bobby Pickett nel 1962.
Nello speciale televisivo del 1973 The Addams Family Fun-House, Lurch viene interpretato da Pat McCormack.
Carel Struycken interpreta Lurch nei tre film degli anni novanta: La famiglia Addams (The Addams Family, 1991), La famiglia Addams 2 (Addams Family Values, 1993) e, unico del cast dei precedenti due a riprendere la parte, La famiglia Addams si riunisce (Addams Family Reunion, 1998). Essendo il personaggio del film muto, come quello delle vignette, non vi sono doppiatori italiani.
Nella serie animata del 1992, Lurch viene interpretato da Jim Cummings nel doppiaggio originale. Mentre nella serie televisiva del 1998-1999 viene impersonato da John DeSantis, doppiato in italiano da Diego Reggente.
Nella prima edizione di Broadway del musical del 2010, Lurch viene interpretato da Zachary James, mentre nelle edizioni italiane del 2014, 2018 e 2019, la parte viene retta da Filippo Musenga.
Nei due film in animazione CGI La famiglia Addams (The Addams Family, 2019) e La famiglia Addams 2 (The Addams Family 2, 2021), la voce di Lurch è dello stesso regista Conrad Vernon, che presta la voce anche al Prete, al Dr. Flambe e allo Spirito della casa. Quando Lurch canta Everybody Hurts (originalmente dei R.E.M.), nel primo dei due film, e I Will Survive (resa celebre quale hit disco negli anni settanta dalla cantante Gloria Gaynor), nella seconda delle due pellicole, viene invece doppiato da Dominic Lewis. Nell'edizione in lingua italiana delle due opere, per il personaggio viene mantenuto il doppiaggio originale, ma Vernom verrà invece ridoppiato per gli altri personaggi da lui interpretati.
Nella prima stagione della serie televisiva Mercoledì (Wednesday, 2022), Lurch appare nei tre episodi Mercoledì è un giorno triste (Wednesday's Child Is Full of Woe), Chi semina vento raccoglie tristezza (You Reap What You Woe) e Triste da morire (A Murder of Woes), in cui viene interpretato dall'attore George Burcea. Nella seconda stagione il personaggio diviene un membro fisso del casto e George Burcea viene sostituito dal cestista Joonas Suotamo. Poiché il personaggio non pronuncia alcuna battura, nell'edizione in lingua italiana non viene doppiato.

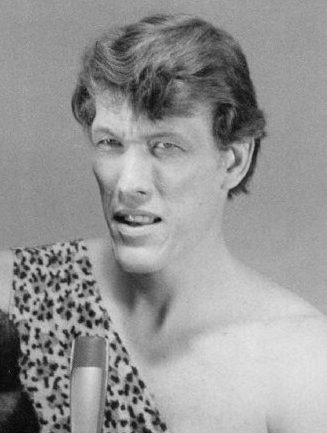
Ted Cassidy, interprete di Lurch nella serie televisiva degli anni sessanta
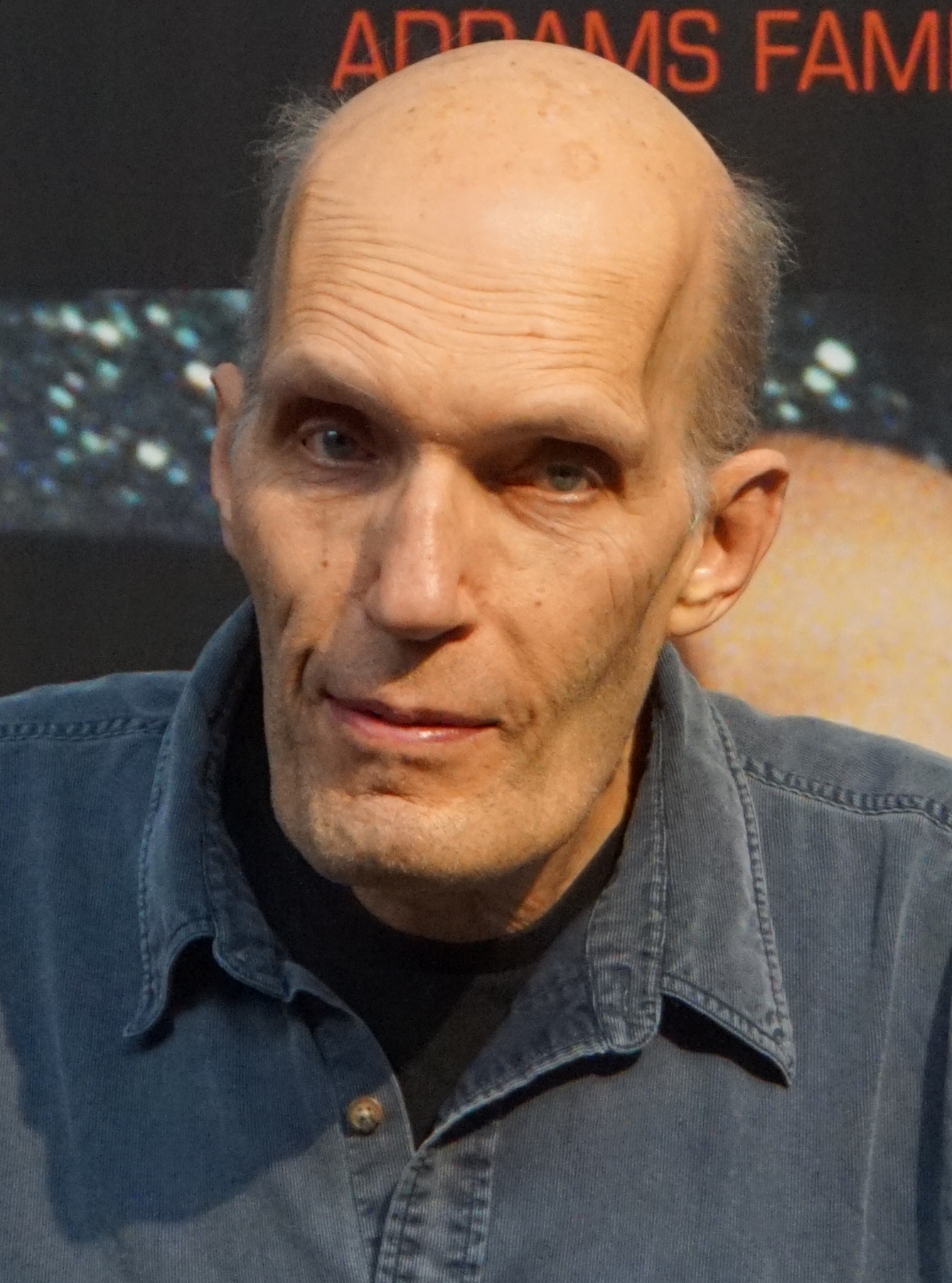
Carel Struycken, il Lurch dei film del 1991, 1993 e 1998
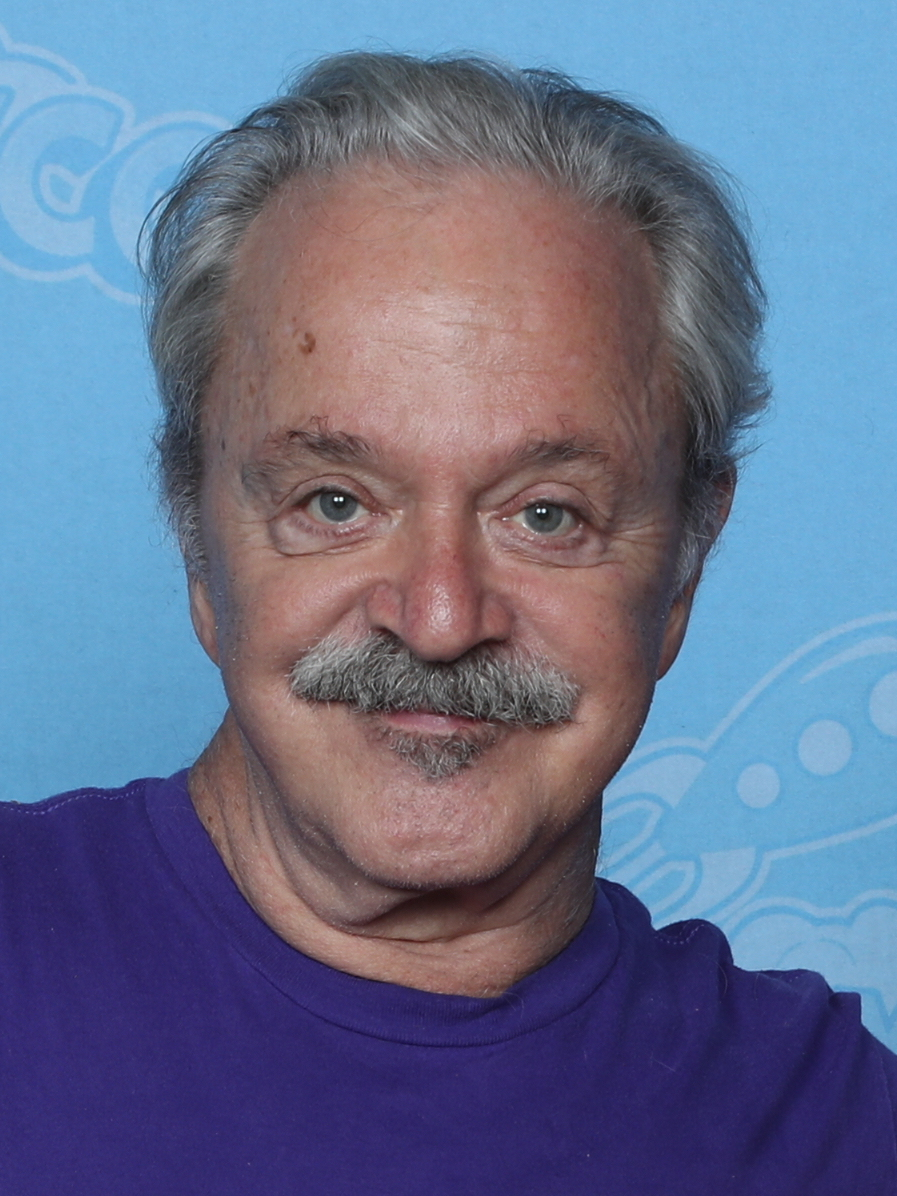
Jim Cummings, voce di Lurch nella serie animata del 1992
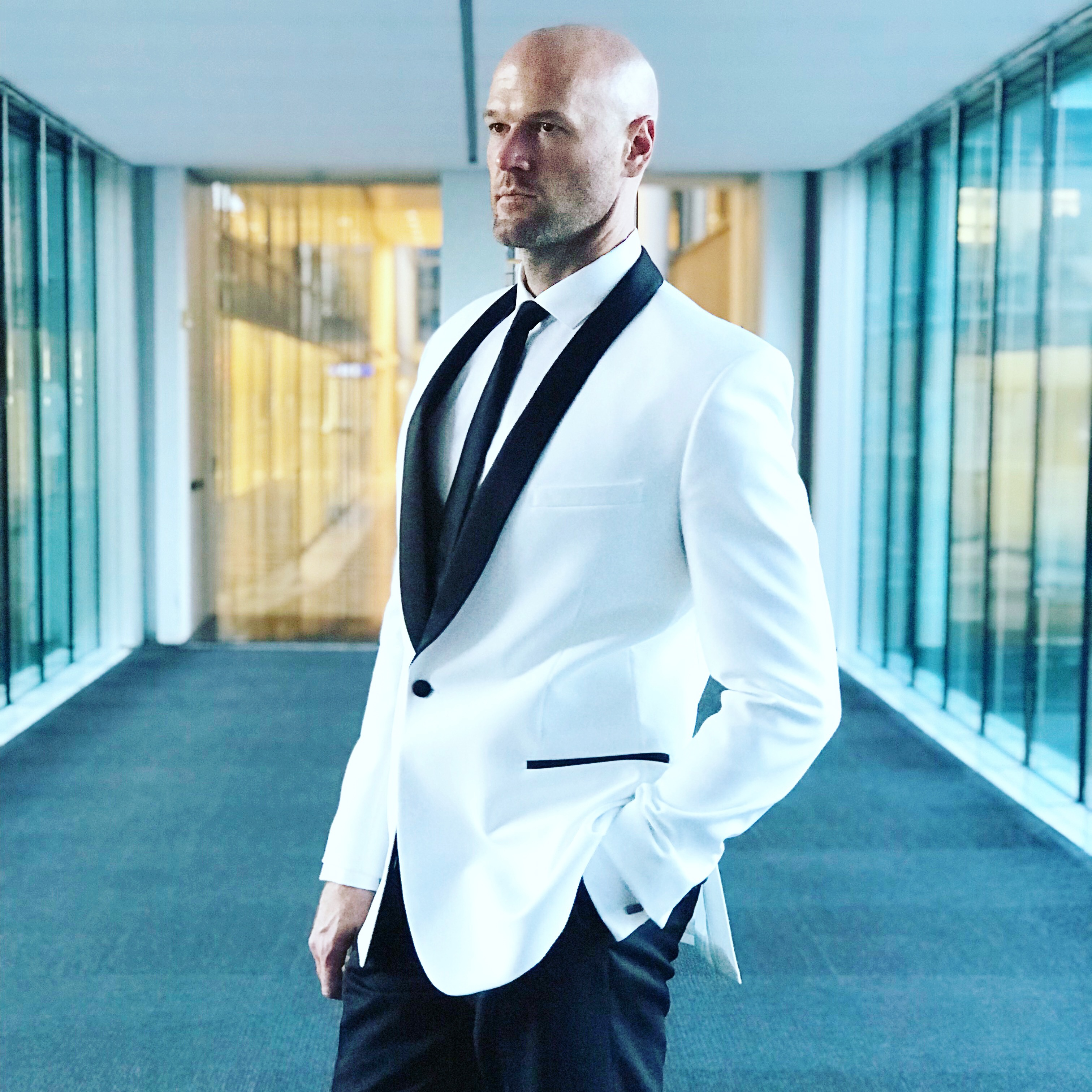
Zachary James, Lurch nella prima edizione del musical del 2010
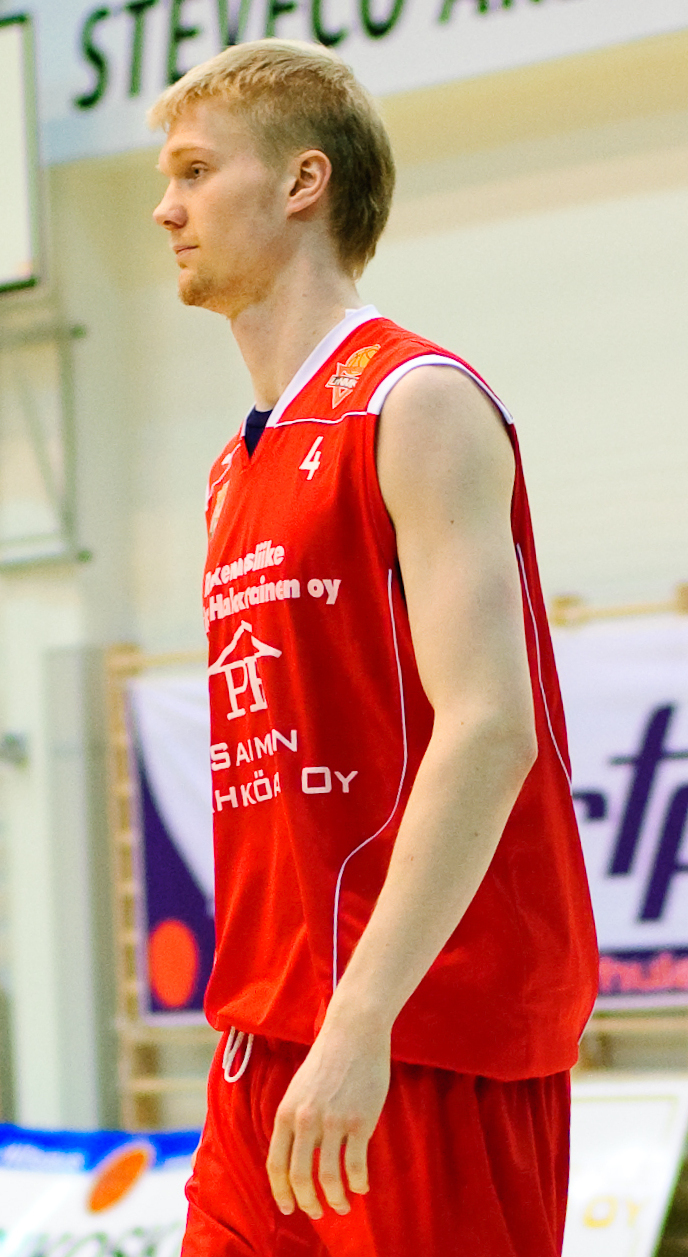
Joonas Suotamo, interprete di Lurch nella seconda stagione della serie televisiva Mercoledì

## Merchandising
- Nel 1992 la Playmates realizza una serie di action figure ispirate ai personaggi della coeva serie televisiva animata, tra cui Lurch.
- Nel 2019 Department 56 realizza il set The Addams Family Village ispirato ai fumetti di Charles Addams.[16] Il set comprende, tra le altre cose, una figura di Lurch che regge un vassoio con il tè.[16]
- Nel febbraio 2019 la Funko realizza una serie di action figure nella linea Pop rappresentati i personaggi del telefilm degli anni sessanta, tra cui Lurch.[17]
- Sempre nel 2019 la Cuddle Barn commercializza una linea di pupazzi in stoffa di varie dimensioni raffiguranti i personaggi del nuovo film di animazione del 2019 La famiglia Addams, compresa la bambola di pezza di Lurch.[18][19]
- Ancora nel 2019 la Mezco realizza alcune action figure da 10 cm con 5 punti di articolazione.[18][20][21][22] L'action figure di Lurch viene venduta in coppia con il Cugino Itt e una tra le tante varianti di Mano.[20][21]
- L'11 settembre 2019 la Funko annuncia la distribuzione di una serie di action figure con i personaggi del nuovo film di animazione, compresa quella di Lurch.[23]
- Per Halloween 2019 vengono realizzate maschere e costumi con i personaggi del film in animazione, compresa la maschera con il volto di Lurch.

## Filmografia

### Cinema
- La famiglia Addams (The Addams Family), regia di Barry Sonnenfeld (1991) - Carel Struycken
- La famiglia Addams 2 (The Addams Family Values), regia di Barry Sonnenfeld (1993) - Carel Struycken
- La famiglia Addams (The Addams Family), regia di Conrad Vernon e Greg Tiernan (2019) - Conrad Vernon, Dominic Lewis
- La famiglia Addams 2 (The Addams Family 2), regia di Greg Tiernan, Laura Brousseau e Kevin Pavlovic (2021) - Conrad Vernon, Dominic Lewis

### Televisione
- La famiglia Addams (The Addams Family ) - serie TV, 64 episodi (1964-1966) - Ted Cassidy
- Batman - serie TV, episodio 2x27 (1966) - Ted Cassidy
- Speciale Scooby (The New Scooby-Doo Movies) - serie TV, episodio 1x03 (1972) - Ted Cassidy
- The Addams Family Fun-House - show musicale televisivo (1973) - Pat McCormack
- La famiglia Addams - serie animata, 16 episodi (The Addams Family, 1973) - Ted Cassidy
- Halloween con la famiglia Addams (Halloween with the New Addams Family), regia di David Stainmetz - film TV (1977) - Ted Cassidy
- La famiglia Addams (The Addams Family) - serie animata (1992) - Jim Cummings
- La famiglia Addams si riunisce (Addams Family Reunion), regia di Dave Payne - film TV e direct-to-video  (1998) - Carel Struycken
- La nuova famiglia Addams (The New Addams Family) - serie TV, 65 episodi (1998) - John DeSantis
- Mercoledì (Wednesday) - serie TV, 6 episodi (2022-2025) - George Burcea, Joonas Suotamo

## Teatro
- La famiglia Addams (2010) - Zachary James